# Kursenieki
Les Kurseniekis (letton : Kursenieki ; lituanien : Kuršininkai) sont un peuple balte qui habitait dans l'isthme de Courlande (en Lituanie et dans l'oblast de Kaliningrad).

## Histoire
L'origine de ce peuple est obscure mais on pense[Qui ?] que les Kurseniekis sont les descendants de Coures qui fuirent la Courlande pour se réfugier au sud, entre la Lituanie et la Prusse. Au XVIIe siècle, leur territoire allait de Dantzig à Memel. À la fin du XIXe siècle, ils étaient environ 4 000 en Lituanie.
Dans les années 1930, ils étaient favorables à une union de leur territoire avec la Lettonie voisine car ils étaient considérés comme les Lettons de Prusse tant par les Allemands (Preussische Letten) que par le gouvernement letton (Prūsijas latvieši).
En 1945, devant l'avancée soviétique vers la Prusse-Orientale, ils fuient en masse vers l'Allemagne comme les Allemands et les Lietuvininsks car ils étaient germanophones et luthériens et craignaient des représailles de la part de l'Armée rouge.

## Aujourd’hui
La majorité de ce peuple balte vit en Allemagne et il ne reste que peu de personnes se réclamant de cette ethnie en Lituanie (1955 : 219 ; 2008 : 9 recensés).
Actuellement, la Lituanie et la Russie ont refusé toute restitution des biens confisqués après la Seconde Guerre mondiale.

## Langues et culture
Les Kurseniekis parlaient généralement trois langues :
- le couronien (langue balte, proche du letton, influencée par l'allemand et le lituanien) ;
- le lituanien ;
- l'allemand.

À l'instar d'une partie des habitants de Lettonie (Kurzeme, Vidzeme, Zemgale), ils sont luthériens.
C'était surtout un peuple de pêcheurs.